# متوسط موزون
في الإحصاء, لأى مجموعة من البيانات يكون:
X = { x1, x2,..., xn}
ودالة الوزن:
W = { w1, w2,..., wn}
يتم حساب الوسيط للأوزان كالتالي:
{\displaystyle {\bar {x}}={\frac {\sum _{i=1}^{n}w_{i}\cdot x_{i}}{\sum _{i=1}^{n}w_{i}}}.}
لاحظ أن لو كل الأوزان متساوية, فإن الوسيط الوزني يساوي الوسيط الحسابي. ورغم أن الوسائط الوزنية تماثل الوسائط الحسابية, فإن لها بعض الخواص غير البديهية, كما يلاحظ في أحجية سامسون
يمكن أيضا حساب الأشكال المختلفة للوسائط الوزنية. مثال لهذه الوسائط وسيط وزني هندسي، وسيط وزني متوافق